# Parafia Matki Bożej Miłosierdzia w Dżankoju
Parafia Matki Bożej Miłosierdzia w Dżankoju – rzymskokatolicka parafia znajdująca się w diecezji odesko-symferopolskiej w dekanacie krymskim. Opiekę nad parafią sprawują księża diecezjalni.
Parafia nie posiada kościoła. Msze święte sprawowane są w kaplicy, również w nadzwyczajnej formie rytu rzymskiego. W niedziele uczestniczy w nich ok. 15 osób. Większość parafian to Polacy.